# Miss Brasil 1929
O concurso Miss Brasil 1929 foi organizado pelo jornal carioca "A Noite" e administrado pelos irmãos Botelho. Sua realização ocorreu no início de 1929 na cidade do Rio de Janeiro, sendo a ganhadora, a representante do Distrito Federal, Olga Bergamini de Sá e a segundo colocado a Miss Paraná, senhorita Didi Caillet.
As fases preliminares ocorreram nas sedes do Fluminense Football Club e a final ocorreu no Estádio das laranjeiras. Declarada a miss Distrito Federal como a ganhadora, houve alguns protestos por parte do público que acompanhou a final no estádio do Fluminense e isto devido a influência das diversas votações paralelas e populares que outros jornais realizaram, tentando aproveitar o evento organizado pelo concorrente para indicarem suas ganhadoras antecipadamente. Entre as votações paralelas, ficou o primeiro lugar para Didi Caillet, do Paraná e Olga Bergamini e Jesuina Marinho (Minas Gerais) a segunda e terceira colocada respectivamente. Mas o juri técnico do jornal "A Noite" elegeu Olga Bergamini a Miss Brasil do ano de 1929.
A srta. Bergamini é considerada a segunda miss Brasil (a primeira foi eleita em 1921).